# Gleichenia sartorii
Gleichenia sartorii là một loài dương xỉ trong họ Gleicheniaceae. Loài này được T.Moore mô tả khoa học đầu tiên năm 1862.
Danh pháp khoa học của loài này chưa được làm sáng tỏ. 